# Aéroport de Skellefteå
Pour le festival musical néerlandais, voir Eurosonic Noorderslag.
L'aéroport de Skellefteå (code IATA : SFT • code OACI : ESNS), est situé à environ 17 km de Skellefteå, Västerbotten, en Suède. 
L'aéroport est classé parmi les dix plus grands aéroports en Suède en ce qui concerne les vols intérieurs avec 195 414 passagers accueillis en 2009 (pour un total de 205 551 passagers, soit 95 % de son trafic composé de déplacements nationaux),.

## Situation

### Carte des aéroports de Suède
| \| 50 km1:2 974 000 \| Montagnes · Sälen Ängelholm–Helsingborg Åre Östersund Arvidsjaur Borlänge Gällivare Göteborg-Landvetter Hagfors Halmstad Hemavan Tärnaby Jönköping Kalmar Karlstad Kiruna Kramfors-Sollefteå Linköping Luleå Lycksele Malmö Mora-Siljan Norrköping Örnsköldsvik Örebro Pajala Ronneby Skellefteå Stockholm-Arlanda Stockholm-Bromma Stockholm-Skavsta Stockholm-Västerås Sundsvall-Timrå Sveg Torsby Trollhättan–Vänersborg Umeå Växjö Vilhelmina Visby |
| 50 km1:2 974 000 |

## Compagnies aériennes et destinations
| Compagnies                  | Destinations                                    |
| --------------------------- | ----------------------------------------------- |
| Braathens Regional Airlines | Stockholm-Bromma En saison: Göteborg            |
| Ryanair                     | Stockholm-Arlanda                               |
| Scandinavian Airlines       | Stockholm-Arlanda                               |
| Transavia                   | En saison charter: Amsterdam, Rotterdam-La Haye |

Édité le 27 février 2023